# D.C. van Schaïk

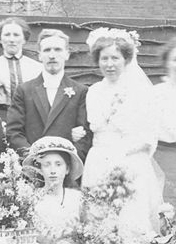
Ir. D.C. van Schaïk, bij zijn trouwen in 1914

Ir.  David Cornelis van Schaïk (Rotterdam, 13 oktober 1888 – Maastricht, 10 april 1972) was een Nederlands elektrotechnisch ingenieur, geoloog en publicist. Hij is bekend geworden als kenner van de Sint-Pietersberg en kenner van de flora en fauna van het Limburgs landschap.

## Biografie
Van Schaïk was een pionier op het gebied van onderzoek van de onderaardse kalksteengroeven en in het bijzonder van de gangen van de Sint-Pietersberg. In de vele publicaties van zijn hand bracht hij de cultuurhistorische en natuurhistorische waarden van de Sint-Pietersberg onder de aandacht van een breed publiek. Nauwgezet heeft hij het bovengrondse en het ondergrondse landschap gedocumenteerd. Grote bekendheid verwierf hij met de kartering van een complex labyrint van meer dan 150 hectare aan gangen. Als ingenieur hield hij zich bezig met de opbouw van de gesteentedruk in de mergelgroeven en was hij de ontwerper van de tunnel die, onder het instortingsgebied van het Noordelijk gangenstelsel heen, de berg van west naar oost doorkruiste. 
De Sint-Pietersberg heeft als gevolg van de mergelwinning veel van haar oorspronkelijke waarde moeten prijsgeven. Door de vele grotere en kleine publicaties over de Sint-Pietersberg, met de "dikke van Van Schaik" uit 1938 voorop, kan vastgesteld worden hoeveel van de oorspronkelijke gangenstelsels er zijn verdwenen als gevolg van mergelwinning. In 1928-1932 werd naar het ontwerp van Schaïk de Van Schaïktunnel aangelegd.
Tijdens de Tweede Wereldoorlog adviseerde Van Schaïk het Comité Sint-Pietersbergplan bij de ontwikkeling van het Sint-Pietersbergplan om in het ondergrondse gangenstelsel een evacuatiecentrum op te zetten.
De Stichting ir. D.C. van Schaïk is een werkstichting en onderdeel van het Natuurhistorisch Genootschap in Limburg. De doelstelling van de stichting is het beheren van onderaardse kalksteengroeven in Nederlands en Belgisch Mergelland om de aanwezige geologische, historische en biologische waarden te behouden en deze groeven voor onderzoek en niet-commerciële educatieve bezoeken open te stellen.

## Privéleven
David Cornelis van Schaïk trad op 15 april 1914 te Leiden in het huwelijk met de concertpianiste Margaretha Wilhelmina Louisa Johanna Wijting (1881-1947). Het echtpaar kreeg zes kinderen, vijf meisjes en een jongen. Het gezin woonde in Voorburg (1915-1917), Oegstgeest (1917-1919), Groningen (1919-1921) en Arnhem (1921-1930), en verhuisde in 1930 naar Maastricht, waar D.C. van Schaïk betrokken was bij de aanleg van een tunnel in de Sint-Pietersberg. In Maastricht woonde het gezin enkele jaren aan de Scharnerweg en verhuisde in 1935 naar de Bemelerweg in de gemeente Heer. In de eerste jaren was het moeilijk voor het protestantse gezin om in het katholieke Zuid-Limburg zijn draai te vinden. De oudste dochter, Margriet Zéguers-Van Schaïk (1915-2002), verwierf bekendheid door jarenlang Maastrichts enige literaire boekhandel op het Vrijthof te runnen. De dichter Pierre Kemp beschreef haar als "een bloem", die "zweeft door haar tuin en nipt en raakt aan titels en ruggen".